# Maciej Marcinkiewicz
Maciej Marcinkiewicz (ur. 27 stycznia 1978 roku w Olsztynie) – polski kierowca wyścigowy.

## Kariera
Marcinkiewicz swoją karierę rozpoczynał w kartingu. W 1997 roku rozpoczął starty w Mistrzostwach Polski Formule 1300, kiedy to zajął na koniec sezonu 10 miejsce, a rok później – czwarte. Również w 1998 roku wystartował w dwóch wyścigach Austriackiej Formuły 3, w których był czwarty oraz drugi.
W 1999 roku zdobył tytuł mistrza Polskiej Formuły 3, a także wygrał dwa wyścigi w Austriackiej Formule 3 na torze Automotodrom Brno.
W roku 2000 ścigał się Dallarą w Mistrzostwach Europy Centralnej Formuły 3 – na koniec sezonu zajął ósme miejsce.
W sezonie 2001, startując w barwach zespołu Formuły 3 Franz Woess Racing, na torze w Brnie zajął trzecie miejsce.
W 2002 roku zadebiutował w polskim zespole Alda w serii FIA GT, jeżdżąc w Porsche 911 GT2 wraz z Maciejem Stańco i Andrzejem Dziurką. Na torze w Brnie zajęli oni 8 miejsce.
W roku 2003 nadal startował w serii FIA GT, tym razem dla niemieckiego zespołu Proton Competition. Startował na torach: Automotodrom Brno (odpadł z powodu awarii), Donington (10 miejsce) oraz Monza (8 miejsce).
W sezonie 2004 nadal startował w zespole Proton Competition. Jeżdżąc wraz z Christianem Riedem oraz i Geroldem Riedem zajął trzecie miejsce w klasyfikacji grupy N-GT na Monzy, a piąte na torach: Brno, Valencia oraz Oschersleben.
Latem tego samego roku Marcinkiewicz wraz ze Zbigniewem Szwagierczakiem wystartowali Volkswagenem New Beetle w serii Transgas Super Sprint Challenge na torze w Moście, gdzie zajęli 11 miejsce w klasyfikacji generalnej, a szóste w grupie.
W sezonie 2005 wraz z Robertem Lukasem startował Volkswagenem Golfem V TDI w Wyścigowych Długodystansowych Mistrzostwach Polski, w których na koniec sezonu zajęli drugie miejsce w klasie 3500 cm³. Marcinkiewicz wziął również udział w eliminacji Mistrzostw FIA GT na torze w Brnie, ścigając się Saleenem S7R w barwach zespołu Ram Racing. Marcinkiewicz zajął 11 miejsce w klasie GT1, a także w barwach zespołu Konrad Motosport na torze w Stambule, jednakże miał tam wypadek.
W roku 2006 startował w Wyścigowych Mistrzostwach Polski (czwarte miejsce) oraz Długodystansowych Mistrzostwach Polski (mistrz wraz z Robertem Lukasem, Zbigniewem Szwagierczakiem i Maciejem Stańco).
W roku 2007 zajął 3 miejsca w klasyfikacji generalnej w Wyścigowych Mistrzostwach Polski oraz Wyścigowych Mistrzostwach Polski w klasie H+3500, oraz wraz z Robertem Lukasem pierwsze w Długodystansowych Mistrzostwach Polski.
Marcinkiewicz jest absolwentem Wydziału Nauk Technicznych Uniwersytetu Warmińsko-Mazurskiego. Jest prowadzącym magazynu motoryzacyjnego ABS, był również komentatorem Eurosportu oraz SportKlubu.